# زیردریایی تیپ ۲۰۵
زیردریایی تیپ ۲۰۵ (به انگلیسی: Type 205 submarine) یک زیردریایی است که طول آن ۴۳٫۹ متر (۱۴۴ فوت) می‌باشد.